# Терес (Тренто)
Терес (итал. Terres) је насеље у Италији у округу Тренто, региону Трентино-Јужни Тирол.
Према процени из 2011. у насељу је живело 307 становника. Насеље се налази на надморској висини од 583 м.

## Становништво
Према резултатима пописа становништва 2011. у општини је живело 307 становника.
| 1931. | 1936. | 1951. | 1961. | 1971. | 1981. | 1991. | 2001. | 2011. |
| ----- | ----- | ----- | ----- | ----- | ----- | ----- | ----- | ----- |
| 376   | 361   | 392   | 404   | 325   | 304   | 316   | 304   | 307   |